# 1946 في البرتغال
فيما يلي قوائم الأحداث التي وقعت خلال عام 1946 في البرتغال.

## رياضة
- 1 يناير – الدوري البرتغالي الممتاز 1946-47 الفائز سبورتينغ لشبونة.

## مواليد

### يناير
- 26 يناير – كريستوفر هامبتون[1]
- 29 يناير – مانويل أنطونيو لاعب كرة قدم برتغالي.

### فبراير
- 13 فبراير – أرتور جورج لاعب كرة قدم.[2]

### أبريل
- 9 أبريل – مانويل خوسيه[3]
- 18 أبريل – فرناندو روزاس سياسي برتغالي.[4]

### مايو
- 24 مايو – جوسفالدو فيريرا

### أغسطس
- 3 أغسطس – نيلسون فيرنانديز لاعب كرة قدم برتغالي.[5]

### سبتمبر
- 15 سبتمبر – فرناندو مينديز دراج برتغالي.

### أكتوبر
- 8 أكتوبر – أنطونيو كوتينو عالم مناعة برتغالي.
- 14 أكتوبر – أنتونيو جوزيه كونسيساو أوليفيرا لاعب كرة قدم.[6]

## وفيات

### يناير
- 25 يناير – أفونسو لوبيس فييرا (مواليد 1878) كاتب برتغالي.[7]

### ديسمبر
- 29 ديسمبر – أبيل سالازار (مواليد 1889) رسام برتغالي.[8]